# Protanomalia
Protanomalia – zaburzenie postrzegania barw, w przeciwieństwie do protanopii charakteryzuje się jedynie obniżoną percepcją nasycenia i jaskrawości czerwieni. Barwy takie jak czerwona, pomarańczowa, żółta, kanarkowa i zielona przesunięte są w nasyceniu w kierunku barwy zielonej i wydają się bardziej wyblakłe. Ze względu na obniżoną zdolność percepcji składowej czerwonej barwa fioletowa może wydawać się odcieniem niebieskiego, jaskrawa zielona – odcieniem żółtego. Barwa czerwona na końcu spektrum może być postrzegana jako kolor czarny lub mało kontrastujący z czarnym. Protanomalia dotyczy około 1% męskiej populacji. Jest dziedziczona poprzez chromosom X.

Przeczytaj ostrzeżenie dotyczące informacji medycznych i pokrewnych zamieszczonych w Wikipedii.